# Leuze
Leuze ist eine französische Gemeinde mit 187 Einwohnern (Stand 1. Januar 2022) im Département Aisne in der Region Hauts-de-France; sie gehört zum Arrondissement Vervins und zum Kanton Hirson.

## Geographie
Die Gemeinde Leuze liegt am Fluss Ton am Nordostrand der Landschaft Thiérache, zehn Kilometer südöstlich von Hirson und etwa zwölf Kilometer von der Grenze zu Belgien entfernt. Durch den Norden des Gemeindegebietes führt die Europastraße 44 (Le Havre-Luxemburg).

## Bevölkerungsentwicklung
| Jahr                       | 1962 | 1968 | 1975 | 1982 | 1990 | 1999 | 2011 | 2022 |
| Einwohner                  | 241  | 214  | 173  | 165  | 173  | 171  | 165  | 187  |
| Quellen: Cassini und INSEE |      |      |      |      |      |      |      |      |

## Sehenswürdigkeiten

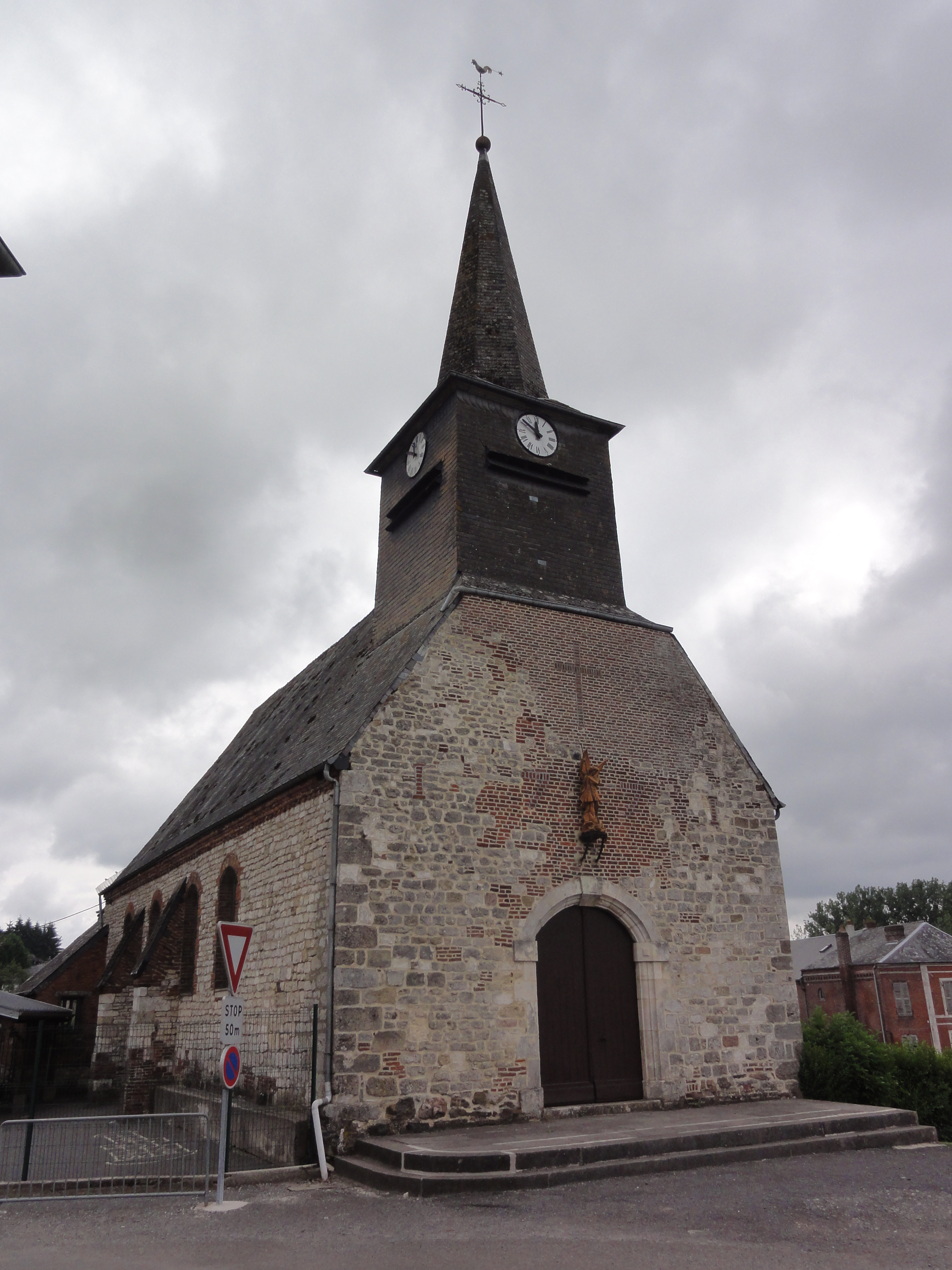
Kirche Saint-Michel
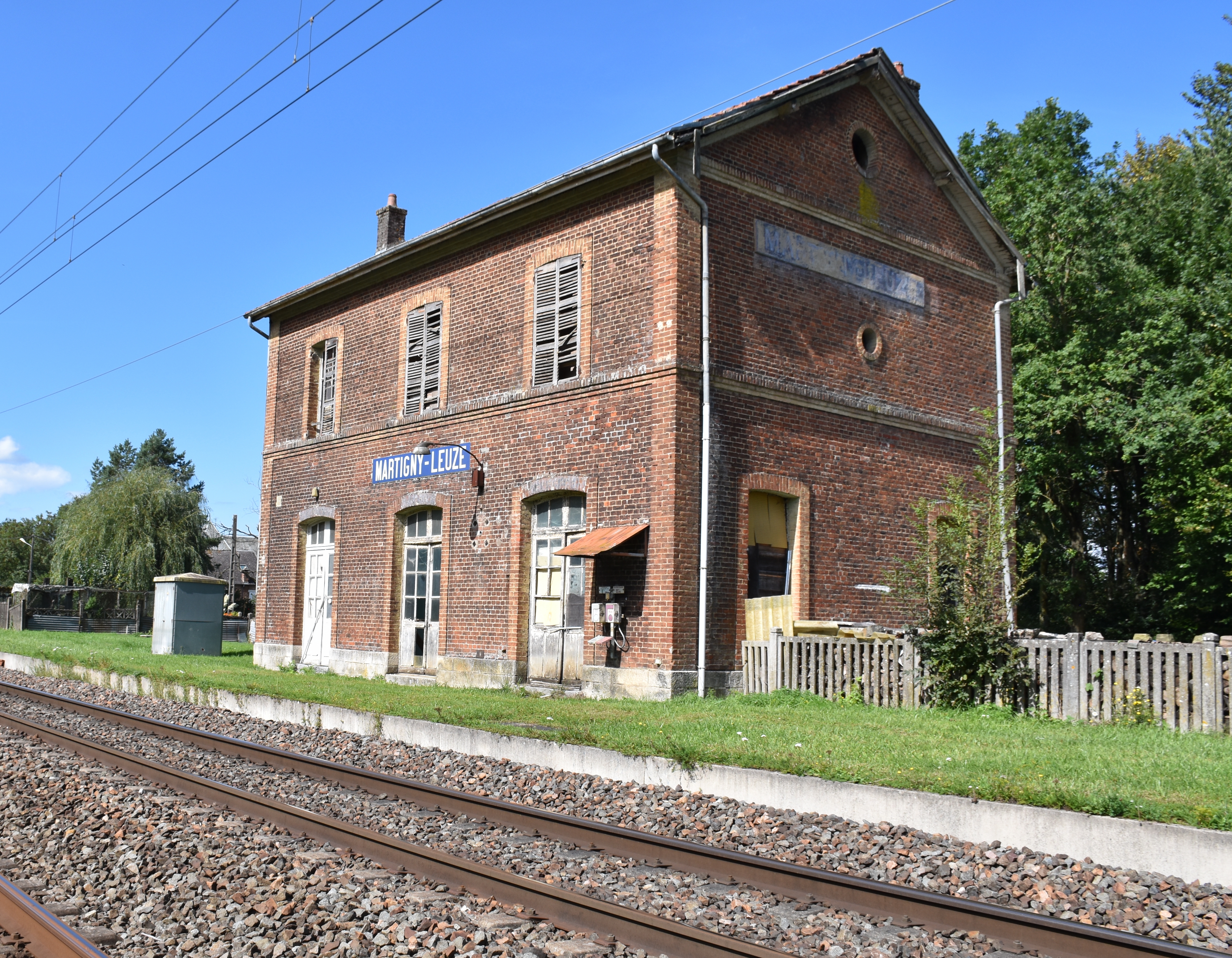
Ehemaliger Bahnhof Martigny - Leuze
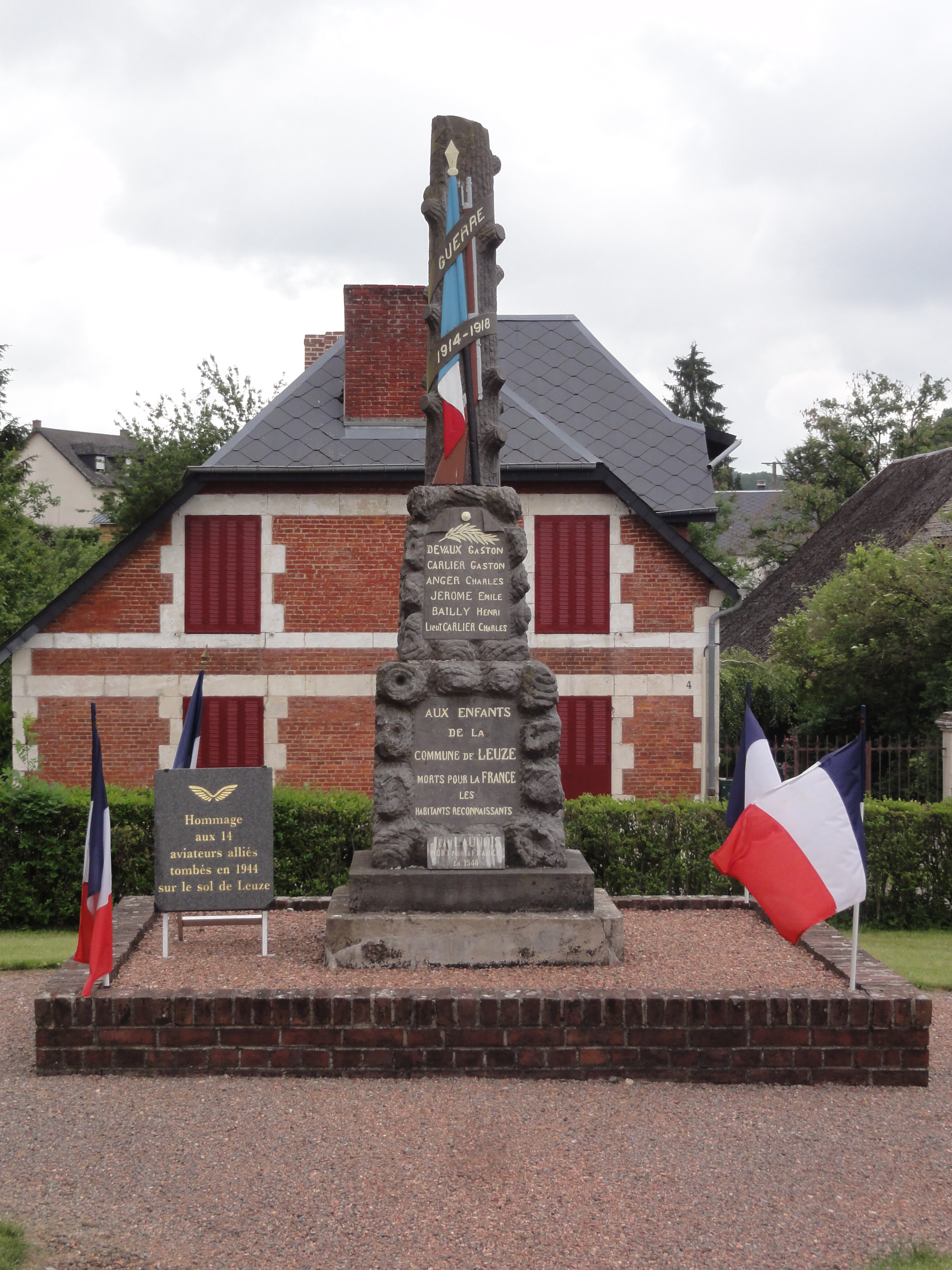
Gefallenendenkmal

- Kirche Saint-Michel
- Ehemaliger Bahnhof Martigny - Leuze
- Gefallenendenkmal

## Persönlichkeiten
- Dominique Dropsy (* 9. Dezember 1951 in Leuze; † 7. Oktober 2015), Fußballspieler